# Dani Pedrosa
Daniel Pedrosa Ramal (Sabadell, Barcelona, 29 de septiembre de 1985), más conocido como Dani Pedrosa, es un piloto de motociclismo español. Ha ganado tres títulos en el Campeonato del Mundo de Motociclismo en dos categorías diferentes: 125cc (2003) y bicampeón del mundo de 250cc (2004 y 2005). De 2006 a 2018 compitió para el equipo Repsol Honda en la categoría reina de MotoGP, donde se proclamó subcampeón en 2007, 2010 y 2012, y tercero en 2008, 2009 y 2013. En 2018 se le otorgó la medalla MotoGP Legend, pasando a ser miembro del Hall of Fame de la Federación Internacional de Motociclismo.
Actualmente es piloto probador y de desarrollo para el equipo Red Bull KTM Factory Racing. Es, además, comentarista de DAZN en 2023.

## Biografía

### Inicios
Su carrera en el motociclismo comenzó en 1996 en el Campeonato de España de minimotos. Ese año terminó en el segundo puesto en la clasificación final del campeonato. Al año siguiente quedó tercero, pese a sufrir problemas de salud y en 1998 logró ganar el campeonato. Pese a sus buenos resultados en aquella época, Dani se planteó dejar las motos y empezar a competir en mountain bike debido a la falta de recursos.
En 1999 Pedrosa se presenta a las pruebas de selección para la Movistar Activa Cup. Solo podían entrar a formar parte del equipo de Alberto Puig los tres primeros, pero gracias a la confianza de este, Dani fue elegido para correr en el Campeonato de España. Corrió el campeonato quedando en la cuarta posición detrás de Olivé, Jara y Piñeiro. Al año siguiente, Pedrosa es elegido, junto a Joan Olivé y Raúl Jara, para formar parte del equipo de Alberto Puig para el Campeonato de España.

### 125cc
En 2001 pasó a correr el Mundial de Motociclismo de 125cc consiguiendo dos podios (Valencia y Motegi) y quedando 8.º en el campeonato con 122 puntos. Entonces ya se pronunciaba como un gran piloto para el futuro.
En su segundo año en esta categoría consigue 3 victorias en el campeonato, quedando finalmente 3.º en la clasificación general a pesar de ser uno de los favoritos al título.
En 2003 se convierte en el segundo piloto del mundo más joven, después de Loris Capirossi, en ganar el campeonato de 125cc. Se aseguró el título en Malasia a falta de que se disputaran las 2 últimas carreras. Una semana después, en los entrenamientos del GP de Australia sufrió un brutal accidente en el que se rompió los dos tobillos y el cual le dejó sin participar en las 2 últimas carreras.

### 250cc
A pesar de no tener apenas pretemporada dio el salto a la categoría del cuarto de litro. Si bien era el campeón de 125cc, no partía como favorito para el título ya que era debutante en la categoría, además había podido probar muy poco la nueva moto. Ni su lesión ni la presión que tenía por ser debutante impidieron que diese la sorpresa y ganase la primera carrera del año. Poco antes de la mitad del campeonato se puso en cabeza de la clasificación y ya no la dejó hasta el final, donde con un cuarto puesto en Australia, logró adjudicarse el título de campeón. Lo ganó el 17 de octubre de 2004, y se convirtió en el campeón de 250cc más joven del mundo y también en el bicampeón más joven. Además de ser el primer piloto capaz de ganar consecutivamente el título de 125cc y el de 250cc.
El 16 de octubre de 2005, sin todavía acabar el campeonato de 250cc, consiguió ser matemáticamente campeón de su categoría por segundo año consecutivo con 8 victorias. Tuvo que correr varias carreras con la cabeza del húmero rota por lo que en las carreras anteriores no había conseguido buenos resultados pero en Australia, ya recuperado, ganó la carrera y eso le permitió alzarse de nuevo con el título, ya que su máximo rival, Casey Stoner, se cayó. Ese mismo año, en el GP de Francia, se anunció su fichaje por el equipo oficial de HRC, Honda Racing Corporation, para correr en MotoGP al año siguiente.

### MotoGP

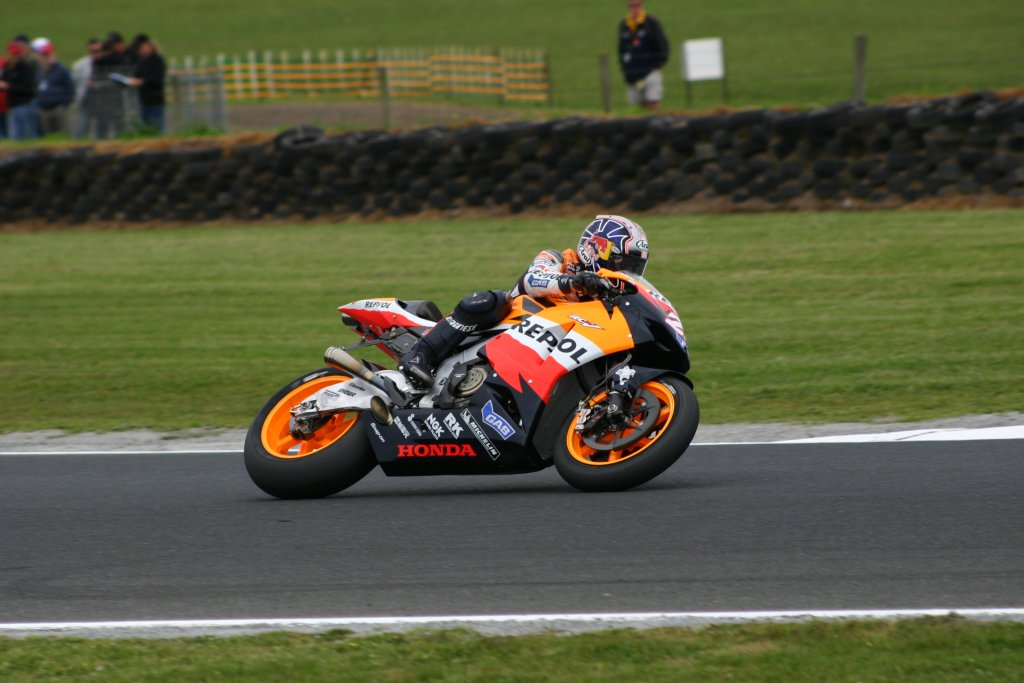
Dani Pedrosa pilotando la Honda RC211V en Phillip Island.

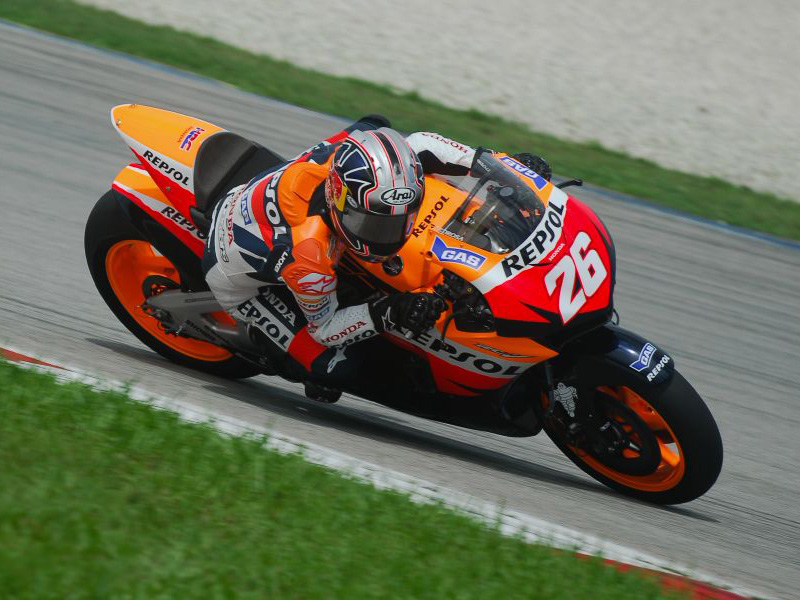
Dani Pedrosa pilota su Honda de MotoGP durante un test de pretemporada en Circuito Internacional de Sepang en Kuala Lumpur el 22 de enero de 2007.

El 9 de noviembre de 2005, Dani Pedrosa empezó su etapa en MotoGP, en el equipo Repsol Honda con el número 26, que le había dado Alberto Puig con el objetivo de derrotar a Valentino Rossi de Yamaha. En su primera carrera, el Gran Premio de España en Jerez, el español queda segundo. Pudo conseguir la primera victoria en la categoría en su tercera carrera, pues a pesar de partir desde la posición 16.ª llegó a liderar la carrera, pero en la última vuelta se fue al suelo y aunque pudo levantar la moto y volver a pista solo pudo ser 14.º. La victoria llegó una carrera después, la cuarta de la temporada, en el Gran Premio de China. Un día antes había conseguido su primera pole en MotoGP. Posteriormente consiguió en Donington Park (Reino Unido) su segunda victoria de la temporada.
Pedrosa tuvo opciones matemáticas al título de 2006 hasta la penúltima carrera y aunque la mayor parte del campeonato se mantuvo entre el segundo y el tercer puesto, finalmente quedó quinto en el campeonato, principalmente debido a un mal final de temporada ya que se lesionó en los entrenamientos del Gran Premio de Malasia y aunque subió al podio en esa carrera, en las siguientes se resintió de la lesión y del esfuerzo realizado. No pudo acabar la temporada con un podio en Valencia ya que tenía órdenes de ayudar a su compañero de equipo Nicky Hayden para que lograse el título mundial. Hayden se había ido al suelo en la carrera anterior y perdió el liderato del mundial por un choque entre ambos. El español consiguió ser el mejor novato de ese año y también de la historia ya que consiguió en total 2 victorias, 6 podios más y 215 puntos. Ningún otro corredor había obtenido hasta entonces tantos puntos en su primera temporada en la categoría reina.

#### 2007
En septiembre de 2007 prolongó su contrato con el equipo Repsol Honda dos años más, pese a que estuvo negociando con otras escuderías, entre ellas Kawasaki. Ese año terminó en el 2.º puesto del campeonato de moto GP 2007, superando a Valentino Rossi en la última carrera, al remontarle 24 puntos en el Gran Premio de Valencia (Dani ganó y Valentino Rossi tuvo que abandonar por problemas mecánicos). Dani sufrió durante ese año todo tipo de problemas con sus neumáticos. Michelin reconoció que sus gomas no estaban a la altura de las Bridgestone, aun así Dani consiguió quedar segundo y Rossi tercero (ambos de Michelin) aunque a una gran distancia de Casey Stoner (Bridgestone).

#### 2008-2009
Después de una mala pretemporada por la fractura en la mano derecha que sufrió en enero en Sepang, Pedrosa sumó un tercer puesto en la primera carrera en Catar y una victoria en el Gran Premio de Jerez, segunda cita de la temporada 2008, poniéndose en la cabeza de la tabla de MotoGP. Iba líder en el mundial antes de la carrera de Alemania, carrera disputada en mojado y que lideró durante las primeras vueltas hasta que se fue al suelo. Esto acabó con sus posibilidades de ser campeón del mundo ya que además de no puntuar en esa carrera tampoco pudo disputar la siguiente, en Laguna Seca, mientras que sus principales rivales, Rossi y Stoner, sumaron 45 puntos cada uno entre esas dos carreras. La segunda parte de la temporada estuvo especialmente marcada por el mal rendimiento de los neumáticos Michelín, lo que motivó a Pedrosa para empezar a utilizar Bridgestone en las últimas 5 carreras para familiarizarse con ellos de cara al próximo año ya que a partir de 2009 la categoría de MotoGP es monomarca. Ese año acabó tercero en el mundial, por detrás de Valentino Rossi y de Casey Stoner.
En 2009, Pedrosa ganó las carreras de Laguna Seca y de Valencia, logrando el tercer puesto final en el campeonato por detrás de Valentino Rossi y Jorge Lorenzo.

#### 2010
Tras un inicio de campeonato ajustando la puesta a punto del bastidor de su Honda RCV 212V 2010, en el que cabe destacar la segunda posición lograda en el GP de España, el 6 de junio de 2010. En el Gran Premio de Italia logra la Triple Corona -victoria, vuelta rápida en carrera y pole position- disputado en el circuito de Mugello, cuarta carrera del Campeonato Mundial 2010. Después de un 8.º puesto en Silverstone y dos segundos puestos en Assen y Montmeló respectivamente, consiguió en el GP de Alemania su 2.ª victoria de la temporada. Tras caerse en Laguna Seca y quedar 2.º en Brno logra en Indianápolis su 3.ª victoria de la temporada. Después de una mala salida, remonta adelantando a Dovizioso, Hayden y Spies. A la semana siguiente en Missano, sale desde la pole y domina la carrera de principio a fin consiguiendo su 4.ª victoria del año y por primera vez desde que está en MotoGP consigue ganar dos carreras de forma consecutiva. El 1 de octubre, aún con posibilidades matemáticas de alzarse con el título, durante la primera sesión de entrenamientos libres del GP de Japón, un fallo en la mecánica de su Honda es la causa de una fuerte caída con el resultado de una fractura múltiple en su clavícula izquierda que le impide participar en dicho Gran Premio y en los dos posteriores. Toma la salida en los dos últimos grandes premios de la temporada (Portugal y Valencia), realizando en ambos grandes carreras hasta que el dolor causado por su lesión en el hombro le obliga a ralentizar su ritmo, consiguiendo, no obstante, marcar la vuelta rápida en carrera en Valencia y logrando conquistar el subcampeonato por detrás del campeón de la categoría Jorge Lorenzo.

#### 2011
Pedrosa se quedó con un equipo Repsol Honda ampliado de tres pilotos en 2011, asociándose con Andrea Dovizioso y Casey Stoner. Pedrosa se colocó en el podio en las tres primeras carreras de la temporada, que culminaron con una victoria en el Gran Premio de Portugal en mayo. En la vuelta 18 de la siguiente carrera en Francia, Pedrosa estuvo involucrado en un incidente con Marco Simoncelli de Gresini Racing mientras luchaba por el segundo lugar en la carrera; Simoncelli pasó a Pedrosa por la línea exterior al Chemin aux Boeufs, pero se detuvo frente a Pedrosa y, como resultado, Pedrosa cortó la rueda trasera de Simoncelli y cayó al suelo. Simoncelli recibió una sanción de paso, mientras que la caída dejó a Pedrosa con una clavícula rota que lo descartó hasta el Gran Premio de Italia en julio, donde terminó en octavo lugar.
Pedrosa logró su segunda victoria de la temporada en el Gran Premio de Alemania, después de aprovecharse de un error de Lorenzo con nueve vueltas restantes en la carrera. Terminó tercero en Laguna Seca el fin de semana siguiente, antes de obtener su primera pole position de la temporada en el Gran Premio de Chequia. Se cayó durante la carrera, pero terminó las siguientes tres carreras en el segundo lugar, antes de ganar su tercera carrera de la temporada, y la 400.ª victoria de un piloto español en Japón, donde sus posibilidades de obtener el título en 2010 habían terminado. Dovizioso terminó por delante de Pedrosa tanto en Australia como en Valencia, mientras que la carrera de Malasia, en la que Pedrosa se clasificó en la pole, se canceló debido a la muerte de Marco Simoncelli en el primer intento de correr la carrera.

#### 2012
Pedrosa permaneció con Repsol Honda en la temporada 2012, nuevamente con Casey Stoner. Pedrosa terminó seis de las primeras siete carreras en el podio, con un mejor resultado de segundo en tres ocasiones. Ganó su primera carrera de la temporada en el Gran Premio de Alemania, ganando en Sachsenring por tercer año consecutivo; Pedrosa y Stoner habían estado corriendo uno-dos en la carrera, antes de que Stoner se estrellara en la última vuelta. En el Gran Premio de Italia, se anunció que Pedrosa había firmado una extensión de contrato de dos años con el equipo Repsol Honda a partir de 2013, y sería compañero del favorito Marc Márquez de Moto2. Pedrosa terminó la segunda carrera de ese fin de semana, antes de un tercer lugar en el Gran Premio de Estados Unidos. Después de las vacaciones de verano, Pedrosa obtuvo su segunda victoria de la temporada en Indianápolis, ganando desde la pole position y estableciendo un récord de vuelta durante la carrera. Siguió esa victoria con otra en Brno, prevaleciendo después de una batalla en la última vuelta con su rival en el título principal, Jorge Lorenzo.
En Misano, Pedrosa se clasificó en la pole para la carrera que luego se retrasó después de que la Ducati de Karel Abraham se paró justo antes del inicio, lo que obligó a los corredores a completar una segunda vuelta de calentamiento. El calentador de neumáticos delantero de Pedrosa se atascó justo antes de reiniciar la carrera; la moto se retiró de la parrilla, para ser reemplazada por la segunda moto. Sin embargo, Pedrosa tuvo que comenzar la carrera saliendo desde atrás, debido a una infracción de las reglas relacionadas con el procedimiento de inicio. Logró en la primera vuelta colocarse entre los diez primeros clasificados antes de que Héctor Barberá lo tirara al suelo, perdiendo terreno ante Lorenzo, quien ganó la carrera. En el Gran Premio de Aragón, Pedrosa se clasificó segundo pero se llevó la victoria, después de superar a Lorenzo en la séptima vuelta; el resultado permitió a Pedrosa cerrar la brecha del campeonato a 33 puntos. Al final, Pedrosa no pudo convertirse en campeón después de no finalizar la carrera en Australia. Terminó la temporada 2012 como subcampeón de Lorenzo con 332 puntos, la mayor cantidad de puntos ganados sin conseguir el título.

#### 2013
Tras la campaña de 2012 como subcampeón, Dani vuelve con más ganas a por su ansiado título, con Marc Márquez como compañero de equipo. Pero tanto como Jorge Lorenzo como Dani Pedrosa no se esperaban el gran debut de Márquez, aumentando el número de favoritos por el título mundial.
Una buena primera mitad del campeonato de Dani estaba arrastrada por esa caída en el circuito de Sachsenring(Alemania), que le provocó una pequeña conmoción cerebral y la rotura de clavícula, al igual que Jorge Lorenzo. Márquez aprovechó las bajas de Dani y Jorge para adelantarse en el campeonato, con sus victorías en los circuitos de Alemania, Estados Unidos, Indianápolis y Chequia. Tanto Dani como Jorge Lorenzo tenían que recuperar los puntos perdidos y Dani terminó 3.º en Gran Bretaña, 3.º en San Marino y una caída en Aragón por un toque con Márquez, antes de su victoria en el GP de Malasia.
La caída en Aragón, había terminado con las esperanzas de título de Dani, aunque él siguió luchando en las últimas tres carreras. Un 2.º en Philip Island, un 3.º en Motegi y otro 2.º en Cheste(Valencia)fueron los resultados que pudo conseguir para conseguir una valiosa tercera posición, después de su rotura de clavícula y su caída y posterior retirada en Aragón.
Otro título que no podía conseguir, aunque se quedó muy cerca.

#### 2014
Los resultados de 3.º en Catar, 2.º en Austin (Texas), 2.º en Argentina y 3.º en Jerez (España) demostraban el buen estado de forma de Dani, pero estos resultados eran eclipsados por su compañero de equipo Marc Márquez que llevaba cuatro victorias de cuatro posibles. Tras unos bastos resultados en Le Mans y Mugello, Dani volvía al podio en el Montmeló con un 3.º, además de otro 3.º en el GP de Assen y un 2.º en el GP de Alemania. Después de un 4.º en el circuito de Indianápolis nadie creía capaz de parar a Márquez tras sus diez victorias seguidas de diez posibles en el mundial. Ni en Dani creían y eso que tenía la misma moto, pero en el GP de Chequia se obraría la hazaña. Dani Pedrosa quedaría 1.º y ganaría su única victoria de todo el campeonato en Brno, cortando la racha de victorias de Marc Márquez. Pero eso se quedaría ahí, solamente un reflejo, pues Marc Márquez volvería a ganar en Gran Bretaña y Pedrosa se tendría que conformar con un 4.º, fuera del podio. Un 3.º en el Missano no cambiaba mucho las cosas, pero un extra de moral para Dani. Pero de nuevo, la mala suerte acompañó a Dani, aunque la mala estrategia le ayudó. En el GP de Aragón Dani tras una serie de paradas de Lorenzo, Rossi y una caída de Márquez cuando comandaba la carrera. Esta caída fue decisiva para la entrada de boxes de Dani y su caída al 14.º donde acabaría la carrera. Un 4.º en el GP de Japón quedó desapercibido, aunque estuvieran en la casa de Repsol Honda. Una y otra vez la suerte nunca sonríe a Dani, con dos retiradas consecutivas en Australia y Malasia, terminando el mundial en Valencia con un 3.º.

#### 2015
Dani veía la temporada 2015 del Campeonato del Mundo de Motociclismo como su año para lograr el título de MotoGP de una vez. Pero no empezaba especialmente bien.
Un 6.º en Catar no era ni de lejos el mejor comienzo de Dani, pero esto se debía a una razón.
El 29 de marzo de 2015 Pedrosa anuncia su retirada indefinida de MotoGP, debido a problemas en su antebrazo derecho, que tenía desde 2014 y no podía haber solucionado. La lesión se trataba del síndrome compartimental, y Dani tenía que decidir si operarse o no. Tras unos días de pensar, Dani decidía operarse y quitarse ese dolor que le acompañaba desde hacía mucho. El doctor Mir que generalmente opera a todos los pilotos, desaconsejó en repetidas ocasiones a Dani que se operara de nuevo, menos mal que no le hizo caso finalmente, y aconsejado por el doctor Ángel Villamor, que le operaría de manera más agresiva, para eliminar por completo el síndrome. Tras una operación con éxito, Dani comenzaba su recuperación que abarcarían los Grandes Premios de Austin, Argentina y Jerez. Tras estos Grandes Premios Dani volvía aún con dolor en su antebrazo derecho. Y volvería en Le Mans, uno de sus circuitos favoritos, aunque cuando marchaba con buen ritmo dentro del Top 10, Dani se caía descendiendo hasta abajo del todo y completando una simulación para el estado de su antebrazo, y terminaría 16.º, aunque logrando tiempos de cabeza. Dos semanas después, en Mugello, Dani terminaría 4.º, en una lucha contra Rossi, que Dani perdería. Aún no recuperado al 100 %, Dani llegaba a Montmeló con los mismos objetivos: terminar y hacer una buena carrera para la completa recuperación de su antebrazo derecho. Aunque en la salida cayó hasta la undécima posición, Dani subió hasta el 3.º, gracias a las caídas de Dovizioso y Márquez, y a una pequeña remontada. Volvería al podio, aunque a 19 segundos de las Yamahas y sin estar fisícamente al 100 %.
Dos semanas después, Dani llega al GP de Assen listo y preparado para hacer la mejor carrera posible. Tras clasificar 4.º la mala suerte se ceba con Dani, y este se cae en el Warm Up, unas horas antes de la carrera. Esto limita un poco a Dani que termina 8.º.
Ya en el GP de Alemania, Dani no destaca mucho en los entrenamientos, pero renace para clasificarse 2.º detrás de su compañero Marc Márquez. En la carrera, Dani hace una de sus excelentes salidas, pero una pasada de frenada le deja 4.º, teniendo que remontar, adelantando a Jorge Lorenzo y Valentino Rossi. Pero cuando llegó a la 2.ª posición, Márquez ya estaba muy lejos, y Dani se tuvo que conformar con ser 2.º, aunque aguantando la constante presión de Valentino Rossi.
Tras una buena carrera en Alemania, Dani llega al GP de Indianápolis con las energías cargadas. Pero su carrera y fin de semana fue de más a menos y al final cedió el podio frente a Rossi.
Dani estaba de celebración, ya que hacía un año que ganó, hasta el momento su última victoria, en ese mismo circuito (Brno). Esta vez no pudo ser, ya que en el Warm Up de la carrera, Dani cayó bruscamente y sintió dolor toda la carrera, lo que comprometió su conducción y por tanto, el resultado (5.º).
Pese a terminar en 5.ª posición en Chequia, Dani seguía con la moral intacta, intentando ganar y superarse. Pero este no era su año, ya que tras un fin de semana discreto, terminaba en 5.ª posición en Gran Bretaña. 14 días después Dani llegaba feliz al Gp de Italia, y sus resultados verificaban esa felicidad. Pero en una carrera loca, seca al principio y con lluvia al final, Dani solo pudo terminar 9.º, muy discreto para sus posibilidades.
Dani llegaba a Alcañiz (Gran Premio de Aragón). En un sábado discreto, Dani se clasificaba 5.º. En una salida notable, Dani se situaba junto a Rossi, intentando remontar, mientras veían como Márquez caía y Lorenzo se marchaba solo. Rápidamente el español y el italiano adelantaron a Iannone y se quedaron solos, ya que Lorenzo había cogido una pequeña ventaja. Todos pensaban que Rossi doblegaría a Dani sin problema ninguno. Pero Dani demostró su enorme calidad, y en una de las mejores batallas del 2015 en MotoGP, batió a Rossi, tras múltiples ataques de Rossi y defensas de Dani. No había ganado la carrera, pero si la batalla a Rossi, una leyenda viva del motociclismo. Se iba contento de Aragón, sabiendo que estaba en un muy buen momento de forma.
Tras la brutal batalla de Aragón, Dani veía como podía ganar el GP de Japón, aunque las Yamahas estaban más fuertes de momento. Tras una discreta clasificación (6.º), Dani llegaba a la carrera con las pilas puestas. En una salida excelente se colocaba 4.º, tras batir a Iannone y Márquez. Lo que parecía una carrera en solitario, Dani aprovechó su gran ritmo y la lluvia para adelantar a Dovizioso, Rossi y Lorenzo, colocándose 1.º en la carrera. Nadie parecía parar a Dani, que le llevaba más de 5 segundos a Lorenzo. Tras una carrera en dominio absoluto, Dani cruzaba la línea de meta exultante ya que había pasado un más de un año desde su última victoria. Además que demostraba su buen estado de forma, Dani sacaba 8 segundos al 2.º(Rossi) y 27 a su compañero de equipo. Un fin de semana redondo, ya que se colocaba 5.º en el Mundial a 18 puntos de Iannone (4.º) con 3 carreras menos.
Dani llegaba a Australia con las pilas cargadas y la moral por las nubes tras sus últimas acciones. Tras un fin de semana complicado, Dani terminó 5.º en carrera, por detrás de las Yamaha, su compañero Márquez y el italiano Iannone.
Con el mundial al rojo vivo, los pilotos llegaban a Malasia con ganas de pelear por todo y Dani el que más. Ya desde los entrenamientos libres, Dani estaba primero, confirmándolo en la clasificación, llevándose la pole position a casa. De principio a fin, Dani estuvo primero, dominando la carrera y controlando a Lorenzo. Su gran victoria en Malasia, se vio manchada por la batalla Rossi-Márquez, con la tan polémica patada de Rossi a Márquez, que disparó la tensión y la polémica. Pese a ello, Dani se mostraba contento por su victoria y su gran estado de forma.
Y entonces llegaba Cheste (Circuito Ricardo Tormo), donde se decidiría el Mundial 2015, entre Rossi y Lorenzo. El primero salía último por su acción antideportiva sobre Márquez y Lorenzo 1.º en parrilla. Dani y Márquez podían ayudar o perjudicar en el Mundial, y era un circuito que se les daba muy bien a los dos. Tras una salida regular, Dani no podía seguir el ritmo de Lorenzo y Márquez (1.º y 2.º) respectivamente, y se quedaba atrás. Cuándo parecía que Lorenzo había ganado ya el Mundial, Márquez empezó a apretar y Dani que estaba a 3 segundos de Lorenzo también, tanto que en 4 vueltas, ya estaba pegado a ellos dos, demostrando un ritmo infernal. Primero adelantó a Márquez y cuando iba a por Lorenzo, Marc Márquez le devolvió el adelantamiento a Dani, dejando escapar a Lorenzo, convirtiéndose este en Tricampeón del MotoGP. Marc Márquez terminaba 2.º, Dani 3.º y Rossi 4.º, que tras una excelente remontada, perdía el campeonato por la mínima.
Dani completaba una temporada extraña, ya que al principio de esta tuvo que retirarse durante 4 carreras, lo que le dejó sin poder disputar el Mundial. Tras estas 4 carreras de descanso, Dani volvía dolorido y sin estar al 100 %, y poco a poco, fue recuperando la forma hasta llegar a final de temporada, donde demostró estar igual o mejor que sus rivales de Yamaha y su compañero Márquez, confirmando ese nivel con 2 victorias y un 3.º puesto en las últimas 4 carreras, quedando en el Mundial en 4.ª posición con 4 carreras menos que sus rivales.

#### 2016
Dani se clasificó el sábado del Gran Premio de Losail (Doha, Catar) 7.º, una posición que se volvería habitual en él durante la temporada, con un tiempo de 0.5 segundos peor que la pole. Pedrosa no hizo una mala salida y adelantó a Maverick Viñales con el que estuvo luchando durante toda la carrera por la 6.ª posición, pero Andrea Iannone se cayó delante de ellos por lo que se convirtió en una lucha por la 5.ª la cual Pedrosa fue el ganador y se llevó los 11 puntos, sin embargo no se fue con buenas sensaciones ya que acabó a 11 segundos de la cabeza. Llegaba el Gran Premio de Argentina, marcado por los problemas de los Michelin en los neumáticos traseros, sobre todo en las Ducati, lo que llevó a la dirección de carrera a reducir la distancia de 25, a 20 vueltas con un flag to flag, obligando a los pilotos a cambiar la moto en la 9.ª, 10.ª u 11.ª vuelta. Pedrosa salía en 4.º lugar, pero en la primera curva, Iannone hizo un adelantamiento exageradamente agresivo lo que relevó a la 15.ª posición. Dani no mostraba un ritmo exageradamente rápido, pero entre su indudable talento y varias caídas por delante le hicieron subir al 3.er puesto, un primer podio que le dejó con mal sabor de boca por las malas sensaciones. En la tercera carrera de la temporada en Austin, Pedrosa salía 8.º, pero realizó una buena salida y se colocó cuarto, escapándose con Jorge Lorenzo y Andrea Dovizioso por delante, pero en el primer tercio de carrera se cayó en la curva 1, llevándose por delante a Dovizioso, y se vivió una escena de deportividad por parte de Pedrosa, pidiendo disculpas al piloto italiano antes de recoger su moto. Pero a pesar de intentar volver a la carrera, se vio obligado a retirarse por los daños. Tocaba correr en uno de los mejores circuitos para él, por no decir el mejor: Jerez. Por segunda vez en la temporada, Pedrosa se clasificó séptimo, y como es habitual, salió bien y en esa corta recta adelantó tres posiciones. En la recta Dani se metió en medio de Marc Márquez y Valentino Rossi, pero su compañero de equipo le devolvió el adelantamiento el la curva 13. Ese grupo de cabeza se le esccapó y Aleix Espargaró empezó a presionar a Dani, pero no sacó nada y Pedrosa volvió a coger ventaja y terminó, por primera vez en MotoGP, terminó ese GP fuera del podio. Turno para Le Mans, y una cada en la clasificación le obligó a salir 11.º. Esta vez no ganó posiciones en la salida, pero sí lo hizo durante la carrera, estando 7.º en el momento de varias caídas que le hizo subir a la 4.ª posición de nuevo. De nuevo 7.º en Mugello, y para ser un circuito que no está en sus favoritos, no lo hizo mal. Adelantó una posición en la salida, adelantó a Dovizioso a mitad de carrera y la rotura de moto de Rossi le permitió estar 4.º luchando con Iannone por el podio, pero los problemas de motor de Honda le imposibilitó ganar a una moto con tanta potencia y terminó en esa misma posición. Llegaba junio y el Gran Premio de Cataluña dio una triste bienvenida al motociclismo cobrándose la vida de Luis Salom en la curva 15. Como medida de seguridad, DORNA decidió que los pilotos del mundial deberían utilizar el trazado de la Fórmula 1. Esto favorecía a Dani, porque este trazado era más cerrado y ratonero y pudo hacer la primera fila del año detrás de Márquez y Lorenzo. Rossi le adelantó en los primeros compases de la carrera, pero Jorge Lorenzo se equivocó en la elección del neumático y esto le hizo perder la posición con Pedrosa, que no permitió que Viñales estuviese en el podio en su lugar. En Assen, Dani no pudo clasificarse directamente a la Q2 y no lo hizo especialmente bien en la Q1 por la dureza de los neumáticos, haciendo el 16.º mejor tiempo. En carrera no tenía un gran ritmo en la lluvia, pero esta se intensificó y Pedrosa empezó a remontar rápidamente hasta la 5.ª posición, delante de su compañero con opciones serias a conseguir su primera victoria en 2016. Pero salió la bandera roja y se calló en la relanzada, sin embargo se levantó y acabó la carrera en 12.º lugar en la primera y única victoria de Jack Miller. Turno de Sachsenring, un circuito a priori favorable para él, pero no tuvo fortuna el sábado y salió desde la tercera fila, y no lo hacía mal en lluvia, pero cuando se secó, sus ingenieros tardaron en arrancar la segunda moto y acabó 6.º, eso sí, delante de Lorenzo y Rossi. Llegaba un nuevo el circuito, el Red Bull Ring del Gran Premio de Austria, lleno de frenadas fuertes y rectas sin fin, y no era precisamente del estilo de Dani. Tuvo que pasar por la Q1, y la superó, pero fue el último en la Q2 y salió 12.º. Pero le fue algo mejor en carrera y terminó 7.º. En Brno (Chequia), Pedrosa tuvo que pasar por la Q1 de nuevo, pero esta vez volvió a salvar los muebles y la pasó, clasificando 9.º en Q2. Pero llegó la lluvia y de nuevo a sufrir los prototipos de neumáticos de michelin, acabando 12.º de nuevo. Vuelve el gran premio del Reino Unido, en Silverstone, circuito rápido y con bajas temperaturas, lo tenía todo en contra, pero hizo segunda línea y salió en 4.ª posición. Esta vez perdió posiciones respecto a su salida, Iannone y Márquez le adelantaron, pero el italiano se fue al suelo y Pedrosa pudo acabar 5.º. Vuelta a Italia, al circuito Marco Simoncelli. Michelin llevó unos neumáticos más blandos, y esto se vio reflejado en los entrenamientos libres, por primera vez en la temporada, Pedrosa se encontraba entre los favoritos a la victoria. Pero en la clasificación no sacó una buena vuelta y se clasificó 8.º. Hizo una buena salida y adelantó 2 posiciones. En carrera pudo ganarle la posición a Maverick Viñales en la curva 4, a Dovizioso en la 16, a Márquez y a Lorenzo en la 14 y a Rossi en la 4 a falta de 3 vueltas para el final, ganando por primera vez en la temporada una carrera, encadenando 15 años consecutivos al menos una victoria en la temporada. Vuelta a España para el Gran Premio Movistar de Aragón. Tuvo un buen ritmo durante los libres, y en clasificación rodaba el más rápido pero calló y no pudo acabar la vuelta. En carrera optaba a la victoria, pero de nuevo los defectuosos neumáticos de michelín le imposibilitaron frenar decentemente y terminó en 6.ª posición. Llegó el Gran Premio de Motegui, uno de sus favoritos, pero una dura caída le fracturó la clavícula y se perdió, ese gran premio, el de Australia y el de Malasia, otro de sus favoritos. Llegó a recuperarse para el Gran Premio de Valencia, y rodando en 7.ª posición se fue al suelo, concluyendo así el que sin duda sería el peor mundial hasta la fecha, con una victoria, tres podios y 155 ptos que le dejó en 6.ª posición.

#### 2017
El año 2017 comenzaba para Pedrosa tras una buena pretemporada con la sensación de que volvería a ser muy difícil luchar por el campeonato, pero que podría mejorar los resultados de la temporada precedente. La primera carrera, en Losail (Catar), uno de sus tres peores circuitos históricamente, fue difícil para él ya que las condiciones de la pista no eran óptimas y no encontraba sensaciones con los Michelin, partía de la 7.ª posición y acabó 5.º. En el segundo GP, en Argentina, en la salida se vio cortado por un grupo con un ritmo inferior al suyo y perdió la cabeza de carrera, cuando se deshizo de ellos, se puso en 4.ª posición y comenzó la caza de las posiciones de podio, pero se cayó en el intento. En el Gran Premio de las Américas celebrado en Austin, la tercera carrera, consiguió su primer podio siendo 3.º después de una salida fulgurante desde la 4.ª posición hasta la 1.ª en 1 curva, en esa posición pasó casi media carrera, entonces de enzarzó en una lucha con su compañero de equipo Márquez que duró varias vueltas, finalmente su neumático dijo basta y perdió 2 posiciones. El calendario de MotoGP llegó a Europa con la carrera de Jerez, donde Pedrosa se encontró a gusto con el circuito y la moto desde el principio, dominó FP1, FP2, FP3, hizo la pole, hizo vuelta rápida en carrera, lideró todas las vueltas de principio a fin y se hizo con la victoria en solitario en la carrera 3000 de la historia de MotoGP, batiendo el récord de 16 temporadas seguidas ganando al menos una carrera por temporada, se colocaba 4.º en el mundial a una distancia ínfima de 10 puntos con respecto al líder provisional, Rossi. En Le Mans, Francia, todo el fin de semana fue en lluvia, condiciones en las que Dani suele ser muy fuerte, pero debido a la extrema dureza de los neumáticos Michelin y sus 51 kg de peso hicieron que no pudiese calentar los neumáticos, hacerlos trabajar y correr en las mismas condiciones que los demás, tuvo que conformarse con una 13.ª posición en parrilla. La carrera fue en seco sin prácticamente algún precedente a lo largo del GP e hizo una antológica remontada, acabó 3.º encadenado 3 podios consecutivos y situándose 2.º en la clasificación general del campeonato. En la sexta cita, en Mugello, Pedrosa tenía ritmo para luchar por el podio, salía 5.º, sin embargo, le tocó un neumático defectuoso y se cayó rodando 12.º lejos de la cabeza. Después de la carrera, Pedrosa afirmó que el manillar se le soltaba de las manos debido a las vibraciones que sufría la moto por culpa de los neumáticos. Llegaba Cataluña con Dani 5.º en el mundial a 38 puntos del líder, Pedrosa se hizo con la pole y en entrenamientos mostraba un ritmo muy superior a sus rivales, pero ese ritmo no lo encontró en carrera. Estuvo luchando la mayor parte de la carrera por la 1.ª posición con Márquez y Dovizioso, llegando a liderar muchas vueltas, finalmente quedó descolgado y acabó 3.º. En Assen (Gran Premio de los Países Bajos), otro de sus peores circuitos, volvió a tener problemas en meter temperatura a las gomas y hacerlas trabajar, no se encontró cómodo en las condiciones mixtas de lluvia y frío y quedó 13.º. En Sachsenring (Alemania), Pedrosa salió 3.º y quedó 3.º, rodando solo toda la carrera. El mundial se iba de vacaciones veraniegas con Dani Pedrosa a 26 puntos del liderato, que ostentaba Marc Márquez.
El mundial volvía tras un mes en stand-by, y lo hacía en Brno, la carrera comenzó en muy mojado, y un error en la elección del neumático de Marc Márquez le llevó entrar a boxes, tropiezo que a la postre le daría la victoria, ya que la pista se secó increíblemente rápido y él ya tenía los neumáticos de seco montados; lo que le hizo ganar más de 20 segundos con respecto a Pedrosa, que tenía un ritmo superior, pero se tuvo que conformar con la 2.ª posición. En Austria, otro circuito poco propicio para Pedrosa, no tuvo buenas sensaciones, tuvo que pasar por Q1 y se clasificó 8.º. Sorprendentemente, en carrera realizó un gran remontada y quedó 3.º a dos segundos del 1.º. Quedaba 5.º a 35 puntos del líder en el mundial. En Silverstone (Gran Bretaña) sufrió todo el GP por los baches, su bajo peso le impedía hacerles frente y tenía que cortar gas, partió y acabó 7.º pero mantuvo la distancia de 35 ptos frente al líder. En Misano Adriático tuvo buen ritmo y sensaciones para luchar por la victoria, a pesar de una mala clasificación, pero el día de la carrera, llovió de forma torrencial a lo largo de toda la jornada, e hizo mucho frío. De nuevo, Michelin no dio la talla y Dani no pudo competir en igualdad de condiciones, ya que solo podía poner el neumático a 30 °C, cuando para trabajar de forma mínimamente correcta necesitan alcanzar 80-90 grados, acabó 14.º, perdiendo muchas posibilidades de luchar por el mundial por culpa de los neumáticos. La siguiente cita fue en Aragón, Dani se clasificó 6.º y pasó las 10 primeras vueltas en 6.ª posición, hasta que adelantó a Viñales; y desde ese momento, fue todo el tiempo el más rápido de la carrera, pero ya estaba a más de 3 segundos del primero, remontó, hizo la vuelta rápida, y acabó 2.º reduciendo a menos de 1 segundo la distancia con el vencedor, mostrándose el más fuerte casi toda la carrera. MotoGP llegaba a la gira asiática, la primera en Motegi (Japón), donde Pedrosa tiene el mejor histórico con 5 victorias. Pero el GP fue de principio a fin en lluvia, igual que lo fue en 2015 donde Pedrosa con neumáticos Bridgestone ganó con mucha diferencia. Pero esta vez, con los Michelin, volvió a tener problemas en todo el fin de semana, aunque logró clasificarse 6.º y tenía ritmo para luchar por TOP8 o TOP10, sin embargo, el neumático volvió a tener un defecto de fabricación y tuvo que abandonar rodando en 20.ª posición. El siguiente circuito era Phillip Island (Australia), su peor circuito, salió y finalizó 12.º. En Malasia, donde Dani había ganado también 5 veces, hubo sesiones en seco donde estaba en las primeras posiciones, incluida la clasificación, donde hizo la pole postition y otras en mojado, donde Dani se vio en posiciones retrasadas, como por ejemplo la 17.ª en el FP2. La carrera fue en mojado, y Dani salvó los muebles e hizo un meritorio 5.º puesto. Llegaba la última cita y Pedrosa se encontraba 5.º en el mundial a 12 puntos del 4.º, que era Rossi. Salía 5.º y se pasó la inmensa parte de la carrera 3.º, Zarco y Márquez lideraban juntos y separaban a Pedrosa en torno a 1 segundo, a 6 vueltas del final, Dani pasó a Márquez y se enzarzó en una lucha cuerpo a cuerpo hasta el final con Zarco por la victoria, con un adelantamiento en la última vuelta, Pedrosa se hizo con la victoria, la segunda de la temporada, y de nuevo en su país, con esta victoria de Pedrosa y la 5.ª posición de Rossi, le ganó la lucha por el 4.ª lugar en el mundial.
Dani Pedrosa acabó la temporada 4.º, con 210 puntos, 2 victorias, 9 podios y 3 poles. La temporada fue valorada por el mismo por una temporada con altibajos, con muy buenos y muy malos resultados, donde pasó momentos duros y momentos felices, le puso un 6 de nota a su temporada

#### 2018
Dani comenzaba la temporada con ilusión por luchar por el campeonato debido a realizar una fantástica pretemporada, aunque sin embargo, llegaba a la primera cita con un golpe fuerte en la mano que le impedía estar al 100 %. En Catar, un siempre atragantado circuito para Dani, salía 7.º y quedó 7.º. Después de la carrera, alegaba que su neumático trasero era defectuoso, no tuvo ningún agarre, pero acabó a 4 segundos del ganador, que sumando su dolor, que no le gustaba el circuito y que tenía un neumático defectuoso, era esperanzador. En la segunda cita, en Argentina, Dani estuvo fuerte desde el principio, fue el más rápido en el FP1 y destacó tanto en seco como en lluvia, en estas condiciones se dio la clasificación y obtuvo el 2.º puesto en parrilla. A la hora de comenzar la carrera, la pista estaba seca por la línea buena pero había mucha agua, lo que llevaría a los pilotos a ser cautos, menos para Zarco, que en la primera vuelta, con la pista mojada, intentó un adelantamiento suicida, al límite y sin espacio sobre Pedrosa, sacó a Dani a lo mojado y este voló por los aires por culpa del francés, se rompió la muñeca y tuvo que pasar por quirófano, su teórico tiempo de baja era de 4 a 8 semanas, pero milagrosamente, 10 días después viajó a Austin para disputar el GP de las Amércias, durante este, no podía aguantar el dolor, se planteó continuar con el Gran Premio y sufrió mucho, porque además, era el circuito más físico y con más baches del mundial, el peor para correr con la muñeca rota. No obstante, consiguió clasificarse 9.º y completó una heroica carrera 7.º. La siguiente cita era su circuito favorito y donde había ganado la anterior edición, Jerez. Seguía lesionado y sin poder dar ni por asomo todo lo que tenía, pero sin embargo estuvo arriba desde el principio, clasificó segundo y era el favorito a la victoria, y a 8 vueltas del final, rodando en el grupo delantero, veía como justo delante de él Dovizioso intentaba un impreciso adelantamiento sobre Lorenzo y se iban los dos muy largos, mientras Dani siguió su línea por el interior y Jorge Lorenzo no cumplió la norma no escita de: "para volver a la trazada buena tienes que mirar", y en la trazada buena estaba Dani, Jorge chocó con él y Dani de nuevo salió por los aires dándose un espectacular golpe, esta vez con la cadera como damnificada, de nuevo se hizo daño por culpa de otro piloto. Dani llega a Francia muy dolorido de la mano y de la cadera, con movimientos limitados y mucho dolor, Dani se clasifica 10.º y finaliza la carrera 5.º, aunque cuando rodó sin nadie por delante cortándole la velocidad, mostró ritmo de podio.
El 5 de junio de 2018, Dani y Repsol Honda HRC formalizaron el fin de su relación contractual de cara al Mundial de MotoGP 2019.
El 12 de julio de 2018 Dani Pedrosa anuncia oficialmente su retirada del mundial de MotoGP al finalizar la temporada.
El 26 de octubre de 2018 Red Bull KTM Factory Racing anunció la contratación de Dani (junto a Mika Kallio) como piloto probador para el desarrollo de la KTM RC16 de la marca austriaca.

## Lesiones
- En 2003, durante el año de su título de 125cc y cuando ya se había proclamado matemáticamente campeón del mundo, sufrió una caída durante los entrenamientos del GP de Australia rompiéndose los dos tobillos tras una grave caída.[7]
- En 2005, en el GP de Japón se rompió la cabeza del húmero izquierdo.
- En 2006, en el GP de Malasia se fracturó el dedo gordo del pie izquierdo.
- En 2008, en el test de Malasia se fracturó un dedo de la mano derecha.
- También en 2008 en el GP de Alemania se rompió un dedo de la mano izquierda, y en Australia tras una caída tuvo que ser operado de la rodilla izquierda.
- En 2009, se rompió el brazo izquierdo en el test de Catar y se volvió a abrir la cicatriz de la rodilla operada después de su caída en Australia.
- También en 2009 se fracturó el fémur izquierdo tras una caída en el GP de Italia.
- En 2010, tras una caída en los entrenamientos del GP de Japón sufrió una doble fractura de la clavícula izquierda a causa de que a su moto se le quedó el gas accionado no permitiéndole frenar.
- En 2011, en el GP de Francia se fracturó la clavícula derecha tras un incidente con Simoncelli.[8]
- En 2013 en los entrenamientos en Sachsenring (Alemania), se cayó de su honda fracturándose así la clavícula izquierda y sufriendo un golpe en la cabeza.
- En 2015 tuvo una lesión en la clavícula derecha, y fue sometido a tratamiento quirúrgico.
- También en 2015 Dani sería operado, de su antebrazo derecho, debido a un síndrome compartimental mucho más complicado y de mayor gravedad a causa de anteriores operaciones obligando al doctor a extraerle toda las fascia para así poder liberar el músculo. El doctor reconoció la complejidad de la operación debida a la gravedad de la lesión.
- En 2016 en los entrenamientos en Motegi (Japón), Dani sufrió una doble rotura y una fisura, fracturándose la clavícula derecha, el peroné derecho y una fisura en el cuarto metatarso del pie derecho.
- En 2018 en la carrera de Argentina, Zarco le echó al exterior de la pista y Dani se fracturó la muñeca derecha. En el GP de Jerez, un error de Lorenzo ocasionó la caída de Pedrosa, al volver Jorge a la trazada después de irse largo en una curva y golpear a Dani, y de carambola también tiró a su compañero de Ducati Andrea Dovizioso, resultado, traumatismo lumbar con fuerte inflamación de la zona.

## Curiosidades
- Daniel Pedrosa tiene el récord de carreras disputadas para HRC en todas las categorías, siendo el piloto que más carreras ha ganado para la marca.
- Es el segundo piloto que más podios acumula en MotoGP, solo por detrás de Valentino Rossi.
- Es el único piloto de MotoGP que ha logrado al menos una victoria durante 16 temporadas consecutivas.[9]
- Su abuela es de Sorbas, localidad almeriense.[10]

## Resultados

### Campeonato del Mundo de Motociclismo

#### Por categoría
| Cat.   | Temporadas                 | Primer GP                  | Primer Podio               | Primera Victoria           | Carreras | Victorias | Podios | Poles | V.Ráp. | Pts. | CM |
| ------ | -------------------------- | -------------------------- | -------------------------- | -------------------------- | -------- | --------- | ------ | ----- | ------ | ---- | -- |
| 125cc  | 2001-2003                  | Japón 2001                 | Valencia 2001              | Países Bajos 2002          | 46       | 8         | 17     | 9     | 5      | 566  | 1  |
| 250cc  | 2004-2005                  | Sudáfrica 2004             | Sudáfrica 2004             | Sudáfrica 2004             | 32       | 15        | 24     | 9     | 15     | 626  | 2  |
| MotoGP | 2006-2018, 2021, 2023-2024 | España 2006                | España 2006                | China 2006                 | 221      | 31        | 112    | 31    | 44     | 3015 | -  |
| Total  | 2001–2018, 2021, 2023–2024 | 2001–2018, 2021, 2023–2024 | 2001–2018, 2021, 2023–2024 | 2001–2018, 2021, 2023–2024 | 299      | 54        | 153    | 49    | 64     | 4207 | 3  |

#### Por temporada
| Temporada | Cat.   | Moto  | Equipo                          | Carreras | Victorias | Podios | Poles | V.Ráp. | Pts  | Pos. |
| --------- | ------ | ----- | ------------------------------- | -------- | --------- | ------ | ----- | ------ | ---- | ---- |
| 2001      | 125cc  | Honda | Telefónica MoviStar Junior Team | 16       | 0         | 2      | 0     | 0      | 100  | 8.º  |
| 2002      | 125cc  | Honda | Telefónica MoviStar Junior Team | 16       | 3         | 9      | 6     | 2      | 243  | 3.º  |
| 2003      | 125cc  | Honda | Telefónica MoviStar Junior Team | 14       | 5         | 6      | 3     | 3      | 223  | 1.º  |
| 2004      | 250cc  | Honda | Telefónica MoviStar Honda 250cc | 16       | 7         | 13     | 4     | 8      | 317  | 1.º  |
| 2005      | 250cc  | Honda | Telefónica MoviStar Honda 250cc | 16       | 8         | 11     | 5     | 7      | 309  | 1.º  |
| 2006      | MotoGP | Honda | Repsol Honda Team               | 17       | 2         | 8      | 4     | 4      | 215  | 5.º  |
| 2007      | MotoGP | Honda | Repsol Honda Team               | 18       | 2         | 8      | 5     | 3      | 242  | 2.º  |
| 2008      | MotoGP | Honda | Repsol Honda Team               | 17       | 2         | 11     | 2     | 2      | 249  | 3.º  |
| 2009      | MotoGP | Honda | Repsol Honda Team               | 17       | 2         | 11     | 2     | 5      | 234  | 3.º  |
| 2010      | MotoGP | Honda | Repsol Honda Team               | 15       | 4         | 9      | 4     | 8      | 245  | 2.º  |
| 2011      | MotoGP | Honda | Repsol Honda Team               | 14       | 3         | 9      | 2     | 4      | 219  | 4.º  |
| 2012      | MotoGP | Honda | Repsol Honda Team               | 18       | 7         | 15     | 5     | 9      | 332  | 2.º  |
| 2013      | MotoGP | Honda | Repsol Honda Team               | 17       | 3         | 13     | 2     | 4      | 300  | 3.º  |
| 2014      | MotoGP | Honda | Repsol Honda Team               | 18       | 1         | 10     | 1     | 2      | 246  | 4.º  |
| 2015      | MotoGP | Honda | Repsol Honda Team               | 15       | 2         | 6      | 1     | 0      | 206  | 4.º  |
| 2016      | MotoGP | Honda | Repsol Honda Team               | 15       | 1         | 3      | 0     | 1      | 155  | 6.º  |
| 2017      | MotoGP | Honda | Repsol Honda Team               | 18       | 2         | 9      | 3     | 2      | 210  | 4.º  |
| 2018      | MotoGP | Honda | Repsol Honda Team               | 18       | 0         | 0      | 0     | 0      | 117  | 11.º |
| 2021      | MotoGP | KTM   | Red Bull KTM Factory Racing     | 1        | 0         | 0      | 0     | 0      | 6    | 25.º |
| 2023      | MotoGP | KTM   | Red Bull KTM Factory Racing     | 2        | 0         | 0      | 0     | 0      | 32   | 21.º |
| 2024      | MotoGP | KTM   | Red Bull KTM Factory Racing     | 1        | 0         | 0      | 0     | 0      | 7    | 22.º |
| Total     | Total  | Total | Total                           | 299      | 54        | 153    | 49    | 64     | 4207 |      |

#### Carreras por año
| Año  | Cat.   | Moto  | 1      | 2       | 3       | 4        | 5       | 6       | 7       | 8       | 9       | 10      | 11      | 12      | 13      | 14      | 15      | 16      | 17      | 18      | 19    | 20  | Pos. | Pts. |
| ---- | ------ | ----- | ------ | ------- | ------- | -------- | ------- | ------- | ------- | ------- | ------- | ------- | ------- | ------- | ------- | ------- | ------- | ------- | ------- | ------- | ----- | --- | ---- | ---- |
| 2001 | 125cc  | Honda | JPN 18 | RSA 13  | SPA 10  | FRA 17   | ITA 23  | CAT 7   | NED Ret | GBR 12  | GER 11  | CZE 8   | POR 5   | VAL 3   | PAC 3   | AUS 7   | MAL 4   | BRA Ret |         |         |       |     | 8.º  | 100  |
| 2002 | 125cc  | Honda | JPN 8  | RSA 3   | SPA 4   | FRA 3    | ITA 4   | CAT 2   | NED 1   | GBR 2   | GER 7   | CZE 2   | POR 10  | BRA Ret | PAC 1   | MAL 3   | AUS 5   | VAL 1   |         |         |       |     | 3.º  | 243  |
| 2003 | 125cc  | Honda | JPN 8  | RSA 1   | SPA 4   | FRA 1    | ITA 2   | CAT 1   | NED 8   | GBR Ret | GER 4   | CZE 1   | POR 4   | BRA 4   | PAC 6   | MAL 1   | AUS INJ | VAL INJ |         |         |       |     | 1.º  | 223  |
| 2004 | 250cc  | Honda | RSA 1  | SPA Ret | FRA 1   | ITA 2    | CAT 2   | NED 2   | BRA 2   | GER 1   | GBR 1   | CZE 3   | POR 4   | JPN 1   | QAT 2   | MAL 1   | AUS 4   | VAL 1   |         |         |       |     | 1.º  | 317  |
| 2005 | 250cc  | Honda | SPA 1  | POR 4   | CHN 6   | FRA 1    | ITA 1   | CAT 1   | NED 2   | GBR 4   | GER 1   | CZE 1   | JPN 2   | MAL Ret | QAT 4   | AUS 1   | TUR 2   | VAL 1   |         |         |       |     | 1.º  | 309  |
| 2006 | MotoGP | Honda | SPA 2  | QAT 6   | TUR 14  | CHN 1    | FRA 3   | ITA 4   | CAT Ret | NED 3   | GBR 1   | GER 4   | USA 2   | CZE 3   | MAL 3   | AUS 15  | JPN 7   | POR Ret | VAL 4   |         |       |     | 5.º  | 215  |
| 2007 | MotoGP | Honda | QAT 3  | SPA 2   | TUR Ret | CHN 4    | FRA 4   | ITA 2   | CAT 3   | GBR 8   | NED 4   | GER 1   | USA 5   | CZE 4   | RSM Ret | POR 2   | JPN Ret | AUS 4   | MAL 3   | VAL 1   |       |     | 2.º  | 242  |
| 2008 | MotoGP | Honda | QAT 3  | SPA 1   | POR 2   | CHN 2    | FRA 4   | ITA 3   | CAT 1   | GBR 3   | NED 2   | GER Ret | USA INJ | CZE 15  | RSM 4   | IND 8   | JPN 3   | AUS Ret | MAL 2   | VAL 2   |       |     | 3.º  | 249  |
| 2009 | MotoGP | Honda | QAT 11 | JPN 3   | SPA 2   | FRA 3    | ITA Ret | CAT 6   | NED Ret | USA 1   | GER 3   | GBR 9   | CZE 2   | IND 10  | RSM 3   | POR 3   | AUS 3   | MAL 2   | VAL 1   |         |       |     | 3.º  | 234  |
| 2010 | MotoGP | Honda | QAT 7  | SPA 2   | FRA 5   | ITA 1    | GBR 8   | NED 2   | CAT 2   | GER 1   | USA Ret | CZE 2   | IND 1   | RSM 1   | ARA 2   | JPN DNS | MAL INJ | AUS DNS | POR 8   | VAL 7   |       |     | 2.º  | 245  |
| 2011 | MotoGP | Honda | QAT 3  | SPA 2   | POR 1   | FRA Ret  | CAT INJ | GBR INJ | NED INJ | ITA 7   | GER 1   | USA 2   | CZE Ret | IND 2   | RSM 2   | ARA 2   | JPN 1   | AUS 4   | MAL C   | VAL 5   |       |     | 4.º  | 219  |
| 2012 | MotoGP | Honda | QAT 2  | SPA 3   | POR 3   | FRA 4    | CAT 2   | GBR 3   | NED 2   | GER 1   | ITA 2   | USA 3   | IND 1   | CZE 1   | RSM Ret | ARA 1   | JPN 1   | MAL 1   | AUS Ret | VAL 1   |       |     | 2.º  | 332  |
| 2013 | MotoGP | Honda | QAT 4  | AME 2   | SPA 1   | FRA 1    | ITA 2   | CAT 2   | NED 4   | GER DNS | USA 5   | IND 2   | CZE 2   | GBR 3   | RSM 3   | ARA Ret | MAL 1   | AUS 2   | JPN 3   | VAL 2   |       |     | 3.º  | 300  |
| 2014 | MotoGP | Honda | QAT 3  | AME 2   | ARG 2   | SPA 3    | FRA 5   | ITA 4   | CAT 3   | NED 3   | GER 2   | IND 4   | CZE 1   | GBR 4   | RSM 3   | ARA 14  | JPN 4   | AUS Ret | MAL Ret | VAL 3   |       |     | 4.º  | 246  |
| 2015 | MotoGP | Honda | QAT 6  | AME INJ | ARG INJ | SPA INJ  | FRA 16  | ITA 4   | CAT 3   | NED 8   | GER 2   | IND 4   | CZE 5   | GBR 5   | RSM 9   | ARA 2   | JPN 1   | AUS 5   | MAL 1   | VAL 3   |       |     | 4.º  | 206  |
| 2016 | MotoGP | Honda | QAT 5  | ARG 3   | AME Ret | SPA 4    | FRA 4   | ITA 4   | CAT 3   | NED 12  | GER 6   | AUT 7   | CZE 12  | GBR 5   | RSM 1   | ARA 6   | JPN DNS | AUS INJ | MAL INJ | VAL Ret |       |     | 6.º  | 155  |
| 2017 | MotoGP | Honda | QAT 5  | ARG Ret | AME 3   | SPA 1    | FRA 3   | ITA Ret | CAT 3   | NED 13  | GER 3   | CZE 2   | AUT 3   | GBR 7   | RSM 14  | ARA 2   | JPN Ret | AUS 12  | MAL 5   | VAL 1   |       |     | 4.º  | 210  |
| 2018 | MotoGP | Honda | QAT 7  | ARG Ret | AME 7   | SPA Ret  | FRA 5   | ITA Ret | CAT 5   | NED 15  | GER 8   | CZE 8   | AUT 7   | GBR C   | RSM 6   | ARA 5   | THA Ret | JPN 8   | AUS Ret | MAL 5   | VAL 5 |     | 11.º | 117  |
| 2021 | MotoGP | KTM   | QAT    | DOH     | POR     | SPA      | FRA     | ITA     | CAT     | GER     | NED     | EST 10  | AUT     | GBR     | ARA     | RSM     | AME     | ERO     | ALG     | VAL     |       |     | 25.º | 6    |
| 2023 | MotoGP | KTM   | POR    | ARG     | AME     | SPA 76   | FRA     | ITA     | GER     | NED     | GBR     | AUT     | CAT     | RSM 4   | IND     | JPN     | INA     | AUS     | THA     | MAL     | QAT   | VAL | 21.º | 32   |
| 2024 | MotoGP | KTM   | QAT    | POR     | AME     | SPA Ret3 | FRA     | CAT     | ITA     | NED     | GER     | GBR     | AUT     | ARA     | RSM     | ERM     | INA     | JPN     | AUS     | THA     | MAL   | SLD | 22.º | 7    |

| Color     | Resultado                                                               |
| --------- | ----------------------------------------------------------------------- |
| Oro       | Ganador                                                                 |
| Plata     | 2.ª plaza                                                               |
| Bronce    | 3.ª plaza                                                               |
| Verde     | Finalizó en los puntos                                                  |
| Azul      | Finalizó sin puntos                                                     |
| Azul      | NC - No clasificado                                                     |
| Violeta   | Ret - No terminó (Carrera)                                              |
| Rojo      | DNQ - No se clasificó                                                   |
| Negro     | DSQ - Descalificado                                                     |
| Blanco    | DNS - No empezó (carrera)                                               |
| Blanco    | WD - Retirado (fin de semana)                                           |
| Blanco    | C - Carrera cancelada                                                   |
| Sin color | DNP - Inscrito pero no participó                                        |
| Sin color | INJ - Lesionado                                                         |
| Sin color | EX - Excluido                                                           |
| Estado    | Resultado                                                               |
| Negrita   | Pole position                                                           |
| Cursiva   | Vuelta rápida                                                           |
| x         | Posición en carrera sprint                                              |
| †         | Abandona, pero clasifica al completar el porcentaje requerido para ello |

## Reconocimientos y distinciones
| Distinción                                       | Año  |
| ------------------------------------------------ | ---- |
| Medalla de Oro - Real Orden del Mérito Deportivo | 2006 |